# Tokonami Takejirō

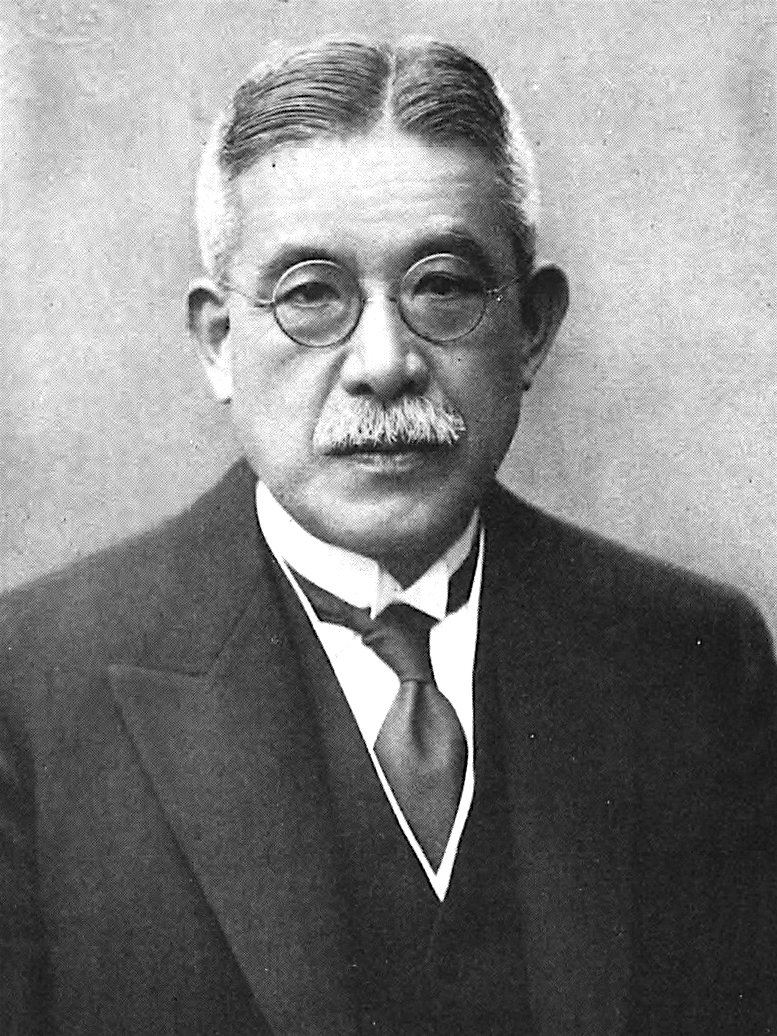
Tokonami Takejirō

Tokonami Takejirō (japanisch 床次 竹二郎; geb. 1.12.Keiō 2/gregorianisch 6. Januar 1867 in der heutigen Präfektur Kagoshima; gest. 8. September 1935 in Tokio) war ein japanischer Politiker während der Meiji-, Taishō- und frühen Shōwa-Zeit.

## Leben und Werk
Tokonami Takejirō, geboren als Sohn eines Samurai von Satsuma/Kagoshima, machte 1890 seinen Abschluss an der Universität Tokio und begann anschließend im Innenministerium zu arbeiten. Von 1904 bis 1905 war er Gouverneur von Tokushima, 1908 von Karafuto, 1911 bis 1912 Staatssekretär (jikan). Während seiner Arbeit im Ministerium wurde er Anhänger des Politikers Hara Takashi und wurde 1914 bei einer Nachwahl in Kagoshima-Land zum Abgeordnetenhaus als Mitglied der Rikken Seiyūkai in den Reichstag gewählt.
Im Kabinett Hara 1918 bis 1921 war Tokonami Innenminister und bis zur Einrichtung des eigenständigen Eisenbahnministeriums 1920 Direktor des Eisenbahnamtes (Tetsudō-in sōsai). In dieser Zeit war er an der Gründung der „Kyōchōkai“ beteiligt. 1919 unterstützte er die Gründung der Dainippon Kokusuikai (大日本国粋会), einer ultranationalistischen Vereinigung. Tokonami blieb auch im Kabinett Takahashi von 1921 bis 1922 Innenminister.
Tokonamis Absicht, 1924 das Kabinett Kiyoura zu unterstützen, brachten ihn und seine Mitstreiter dazu, die Seiyūkai zu verlassen und eine neue Partei, die Seiyū Hontō (政友本党) zu gründen. In der Hoffnung Premierminister zu werden, vereinigte Tokonami 1927 die Seiyūkai Hontō mit der Kenseikai (憲政会) und gründete die Rikken Minseitō. Tokonami wurde Berater der neuen Partei, verließ diese aber und gründete den Shinsei Club (新政クラブ).
1929 ging Tokonami zur Seiyūkai zurück und wurde von 1931 bis 1932 Eisenbahnminister im Kabinett Inukai. 1934 nahm er, wie oft politisch opportunistisch, den Posten des Kommunikationsministers im Kabinett Okada an, gegen die Wünsche der Seiyūkai. Die Partei schloss ihn daraufhin aus. 
Seine Grabstätte befindet sich auf dem Friedhof Tama in Fuchū (Präfektur Tokio).